# Fernando Colina Alsinet
Fernando Rubén Colina Alsinet (Montevideo, 3 de abril de 1965) es un piloto militar uruguayo, actual Comandante en Jefe de la Fuerza Aérea Uruguaya desde el 3 de febrero de 2025. Previamente se desempeñó como  Jefe del Estado Mayor General.

## Biografía
Nacido en Montevideo en 1965, ingresó a la Escuela Militar de Aeronáutica en 1983. Tras completar su formación, egresó como Alférez aviador el 21 de diciembre de 1986. Como oficial subalterno prestó servicios en la Brigada Aérea II en el departamento de Durazno, y en la Brigada Aérea III en Montevideo, como integrante del Escuadrón de Base Aérea N.° 2 y el Escuadrón Aéreo N. ° 7 (Observación y Enlace), respectivamente.
En febrero de 2003 fue ascendido al rango de mayor; en calidad de tal cursó la Escuela de Comando y Estado Mayor Aéreo, y se desempeñó como comandante de la Brigada Aérea III. En 2007, tras ser ascendido a teniente coronel lideró la División Administración y Personal en el Servicio de Abastecimiento, y realizó el Curso Superior de Comando de la Escuela de Comando y Estado Mayor Aéreo.
En abril de 2020 fue ascendido al rango de Brigadier general (aviador), con previa venia de la Asamblea General, y nombrado comandante del Comando Aéreo Logístico. En julio de 2021, asumió, simultáneamente, el cargo de presidente del Instituto Antártico Uruguayo. El 10 de mayo de 2023 asumió el cargo de Jefe del Estado Mayor General de la Fuerza Aérea, sucediendo al Brig. Gral. (Av.) Leonardo Blengini, que fue designado Director Nacional de Aviación Civil e Infraestructura Aeronáutica.
En enero de 2025 fue anunciado por el presidente electo Yamandú Orsi como el siguiente comandante en Jefe de la Fuerza Aérea. Asumió el cargo el 3 de febrero de 2025.

## Vida personal
Colina está casado con Gisele Gabriela Caputto Cabrera; tienen dos hijos.